# Junta das Obras Públicas
A Junta das Obras Públicas (1763-1834) foi uma entidade criada pelo rei D. José I que, com amplos poderes, era responsável pela promoção e controlo da urbanização do Porto, em Portugal, e que operou uma autêntica revolução na cidade. À frente dos destinos da Junta das Obras Públicas estiveram João de Almada e Melo e o seu filho Francisco de Almada e Mendonça.
Até meados do século XVIII a vida urbana portuense ficou quase confinada aos limites da Muralha Gótica estendendo-se ainda ao longo das vias de ligação aos pequenos núcleos das paróquias rurais e aos centros piscatórios da margem do Douro. No entanto, a segunda metade do século trouxe novas transformações urbanísticas e arquitetónicas que irão alterar profundamente o aspeto da cidade. Foram fatores decisivos para o desencadear desta nova fase o crescimento rápido da população citadina, uma conjuntura económica favorável ligada à atividade mercantil—nomeadamente ao comércio e à exportação do vinho do Porto como resultado da crescente importância da produção vinícola e da criação da Companhia da Agricultura do Alto Douro—e ainda a nomeação de João de Almada e Melo como comandante militar.
Criada por iniciativa do Marquês de Pombal, primeiro-ministro do rei D. José I, em 1763, a Junta de Obras Públicas estendeu ao Porto as medidas de exceção então em uso em Lisboa para reconstruir a cidade na sequência da devastação do Terramoto de 1755. João de Almada e Melo foi colocado à frente da Junta, financiada localmente pela imposição de um novo imposto lançado sobre o comércio do vinho: um real por cada quartilho (meio litro) de vinho. Deste modo, centralizou-se num único departamento todo o desenvolvimento urbanístico da cidade, que incluía membros da Câmara Municipal do Porto, apoiados por engenheiros militares e, mais tarde, por arquitetos encarregados dos trabalhos.
A ação da Junta introduziu uma abordagem racional na conceção da cidade, defendendo aspetos como a luz, a higiene e a salubridade. Segundo estes novos conceitos urbanísticos, as construções deviam obedecer a planos rigorosos em que se privilegiava o conjunto arquitetónico e não o edifício isolado. O risco das novas ruas era acompanhado pelo desenho dos alçados a edificar. Estas áreas constituem, ainda hoje, paradigma de coerência e equilíbrio na relação rua-conjunto edificado.
O plano almadino pretendia renovar a cidade antiga e ordenar o crescimento para fora da Cerca Fernandina que, sobretudo desde meados do século XVII, estava a realizar-se de uma forma espontânea e caótica. Visava ainda redefinir as principais vias de acesso tornando-as desafogadas. São disso exemplos as Ruas de Cedofeita, de Santa Catarina, Direita (hoje de Santo Ildefonso), do Reimão (atual Avenida Rodrigues de Freitas), dos Quartéis (agora Rua de D. Manuel II), a Calçada da Natividade (Rua dos Clérigos), a Rua Nova das Hortas (troço inicial da Rua do Almada), o Passeio das Virtudes.
Da concretização deste plano resultaram: novas praças como a Praça de São Roque entre a Rua do Souto e a Rua das Flores (desaparecida um século mais tarde, aquando da construção da Rua de Mouzinho da Silveira); a renovação da Praça da Ribeira; a abertura de ruas amplas e com passeios como a Rua de São João; realinhamentos de fachadas e ruas antigas. Surgem também novas preocupações com os espaços públicos, de que são exemplos as alamedas voltadas para o rio Douro, como as das Virtudes, das Fontainhas ou de Massarelos.
O plano urbanístico de João de Almada para a cidade do Porto—um dos primeiros planos de conjunto a aparecer na Europa—criou um novo e importante eixo citadino que partia da Praça da Ribeira, seguia pela Rua de São João, Largo de São Domingos, Rua das Flores, Rua Nova das Hortas e Rua do Almada até ao Campo de Santo Ovídio (atual Praça da República).
A segunda metade do século XVIII foi também a época da construção de grandes edifícios representativos da arquitetura neoclássica de influência inglesa que se prolongaria ainda pelo século XIX:
- Casa da Feitoria Inglesa
- Edifício da Cadeia e Tribunal da Relação
- Hospital de Santo António
- Edifício da Real Casa Pia, mais tarde ocupado pelo Governo Civil
- Edifícios do lado poente da Praça da Ribeira
- Arcos abertos no "Muro da Ribeira"
- Edifício da antiga Real Academia da Marinha e do Comércio, hoje Reitoria da Universidade do Porto
- Igreja dos Terceiros de São Francisco, ao lado da Igreja de São Francisco
- Igreja da Lapa
- Igreja da Trindade
- Igreja de Nossa Senhora da Vitória
- Edifício da Alfândega Nova
- Convento de Santo António da Cidade, hoje edifício da Biblioteca Pública Municipal do Porto.

Entretanto, desde finais do século XVIII começou-se a demolir progressivamente a velha Muralha Fernandina, uma resposta da época à crescente expansão urbana.
Em 1804, quando faleceu Francisco de Almada e Mendonça e a Junta das Obras Públicas foi finalmente extinta, a cidade do Porto era já outra, desencravada da medievalidade que a caracterizava quatro décadas antes.